# Hyuro
Tamara Djurovic, más conocida por el seudónimo Hyuro (Argentina, 1974 – Valencia, 19 de noviembre de 2020), fue una artista urbana argentina, y una de las pocas mujeres que consiguió abrirse paso en el mundo del muralismo, copado principalmente por hombres.

## Trayectoria
Nacida en Argentina en 1974, decidió instalarse en España, desde donde luego viajó a diferentes países para desarrollar proyectos artísticos. Ha trabajado en Argentina, Brasil, México, Estados Unidos, Marruecos o Túnez, así como en gran parte de Europa. Sin embargo, desarrolló la mayor parte de su obra en la ciudad de Valencia, donde vivía desde 2005. De composiciones sencillas, sus trabajos trataban sobre la mujer, su mundo interior, la feminidad, el trabajo o el aislamiento.
Aunque muchas de sus obras han desaparecido con el paso del tiempo, todavía se pueden encontrar algunas de sus pinturas en el centro de la ciudad, en paredes de solares y tapias de edificios abandonados. Entre las obras que se conservan de Hyuro está la de la figura gigante de una mujer defendiendo la huerta con tomates, que desarrolló en 2018 como parte del festival reivindicativo Sense Murs, en el barrio de La Punta. También se puede ver todavía su intervención en la fachada del edificio de La Base, el espacio cultural del barrio de la Marina, donde realizó una de sus conocidas escenas de multitudes, basada en una acuarela suya de 2015 titulada Delimitación del espacio público.
En  2019, participó en "Murales Interactivos Mujeres de Ciencia" impulsado por la Universidad Politécnica de Valencia (UPV) y el centro de innovación Las Naves del Ayuntamiento de Valencia, en colaboración con la Fundación Española para la Ciencia y la Tecnología (FECYT) del Ministerio de Ciencia, Innovación y Universidades. Considerado como el mejor proyecto del año de divulgación científica por la Red Nacional de Unidades de Cultura Científica y de la Innovación (UCC+i), incluye ocho murales en distintas partes de la ciudad de Valencia. En esta iniciativa, la artista colombiana Natalia Gallego "Gleo" intervino en el barrio de Nazaret con una obra dedicada a la matemática Katherine Johnson, y Hyuro participó haciendo un mural en el barrio del Carmen homenaje a la urbanista Jane Jacobs. Aparte de estas dos obras, hubo otras dedicadas a la bioquímica Margarita Salas, a la astrónoma, matemática y filósofa Hipatia de Alejandría, a la cosmonauta Valentina Tereshkova, a la oncóloga Anna Lluch, a la oceanógrafa Josefina Castellví y a la ingeniera y actriz Hedy Lamarr.

## Galería

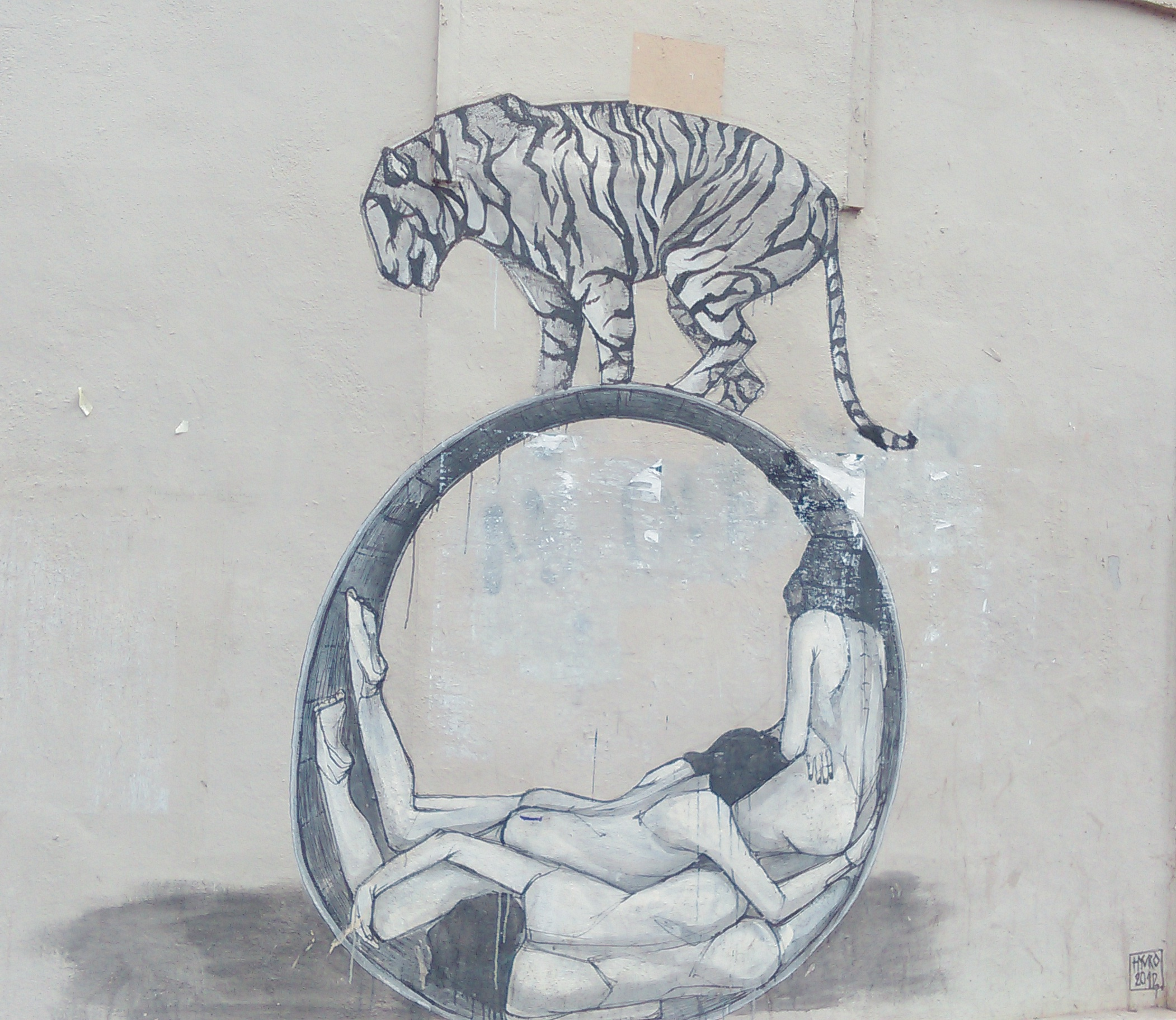
Jeu du cirque
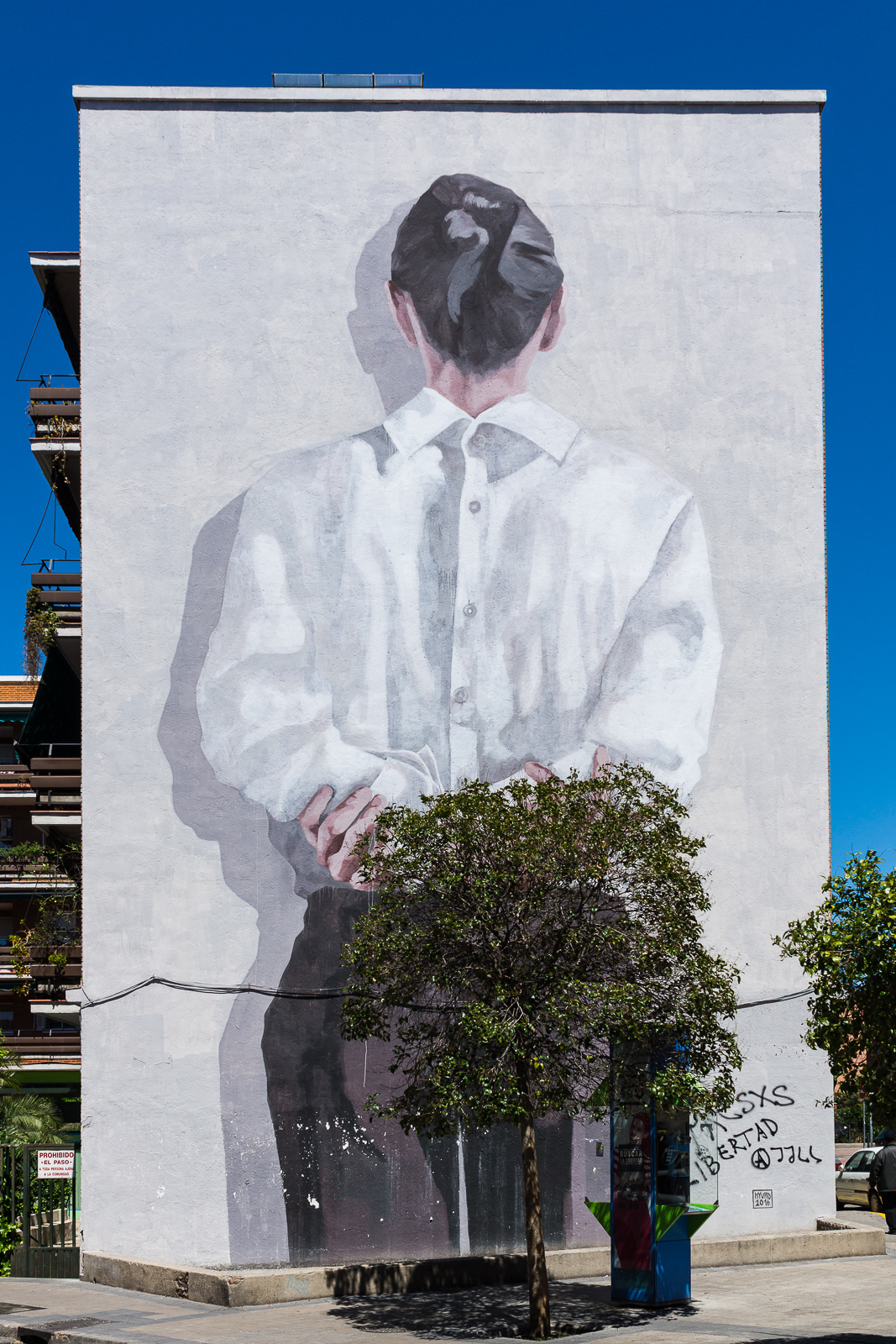
Paisaje Vallecas
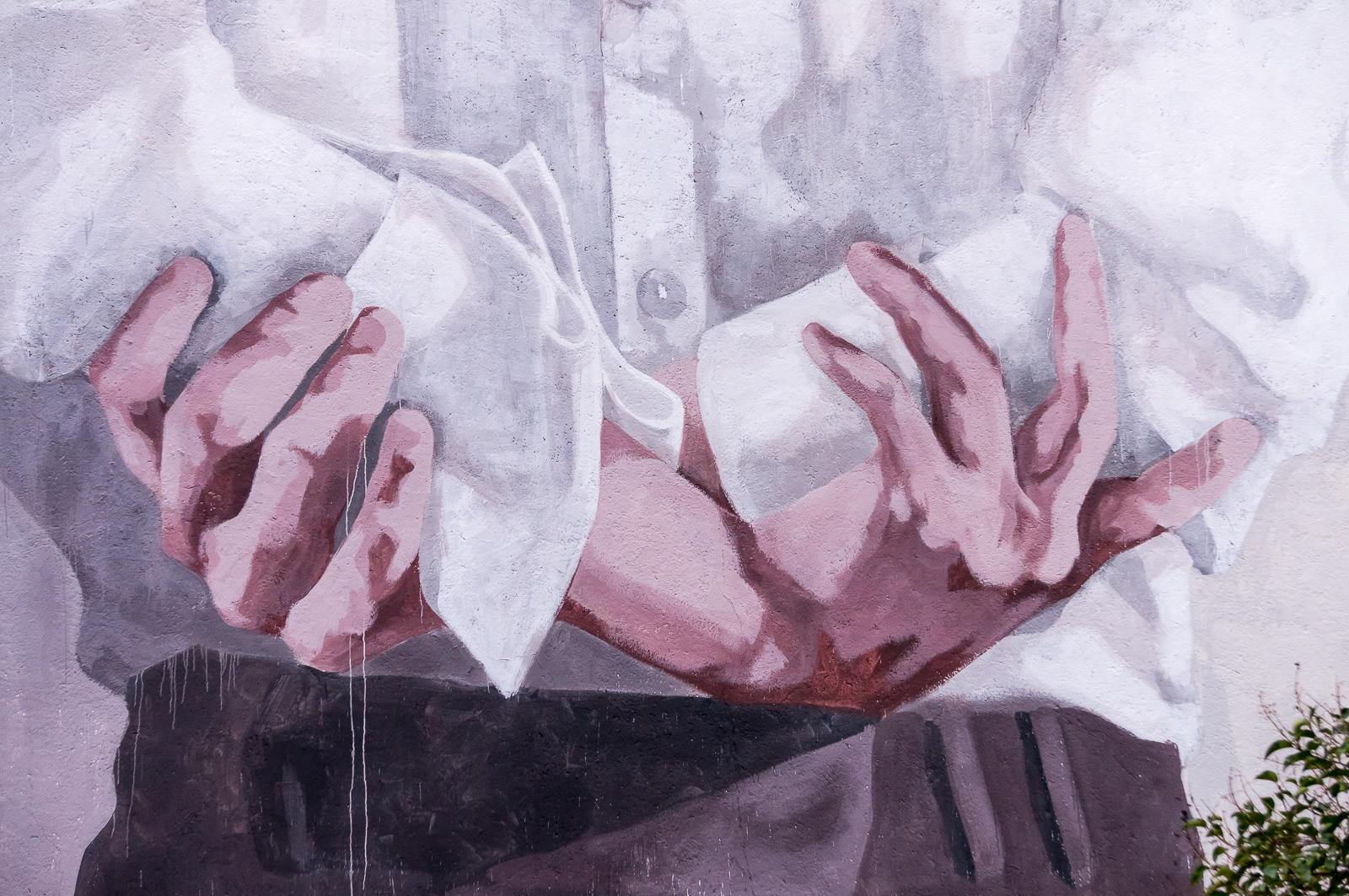
Paisaje Vallecas (detalle)
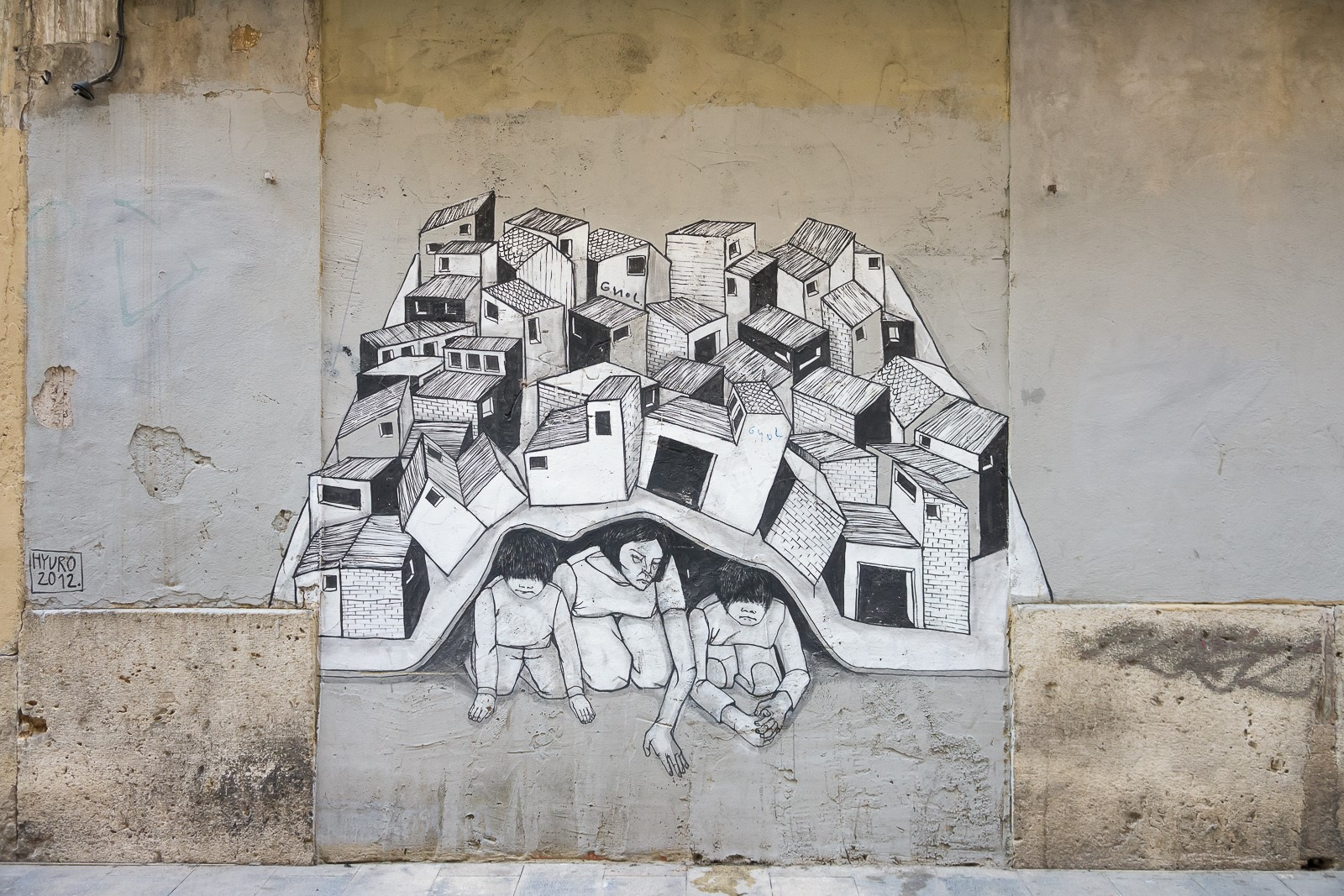
Sensibilidad femenina 11
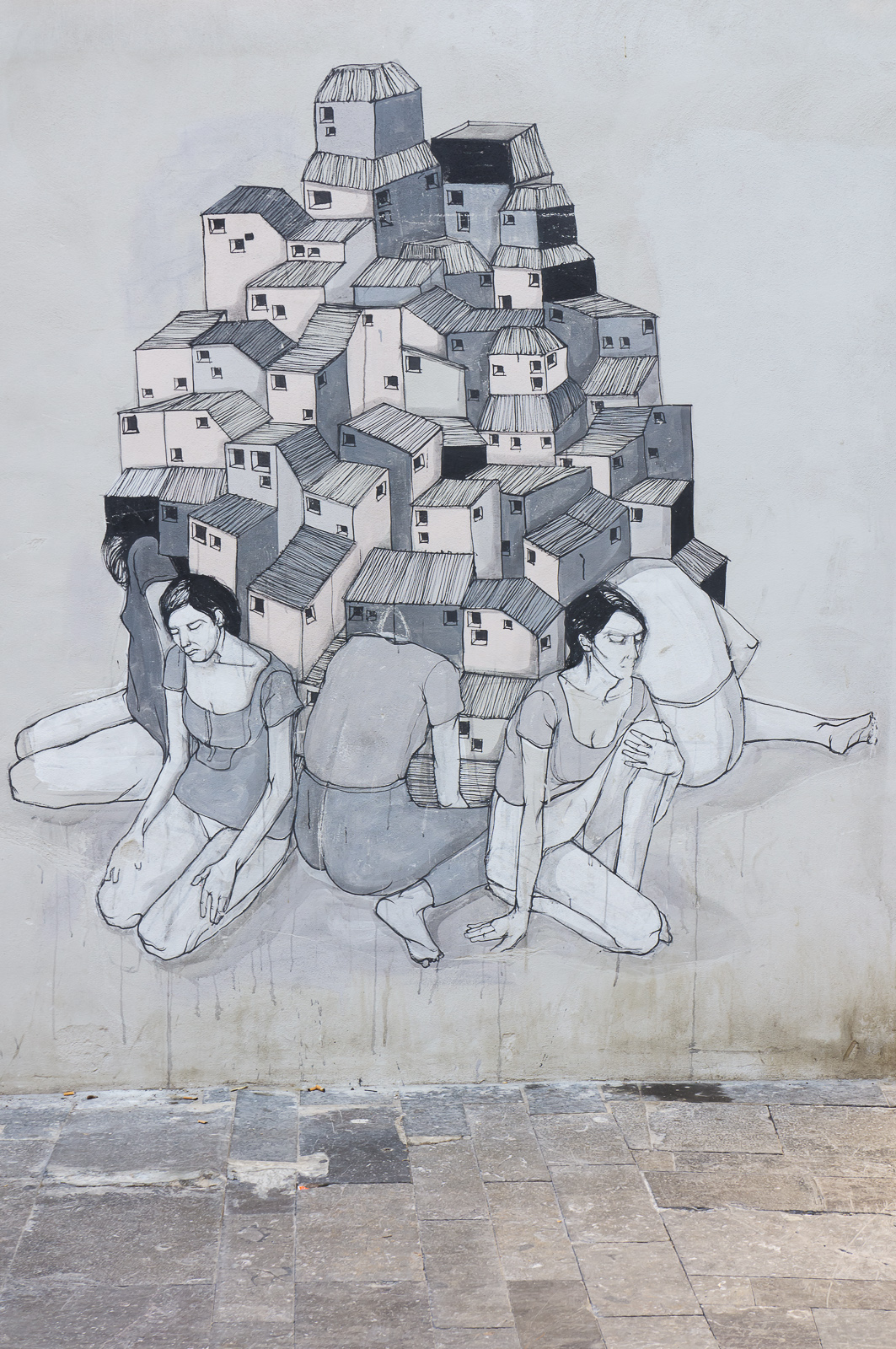
Sensibilidad femenina 17
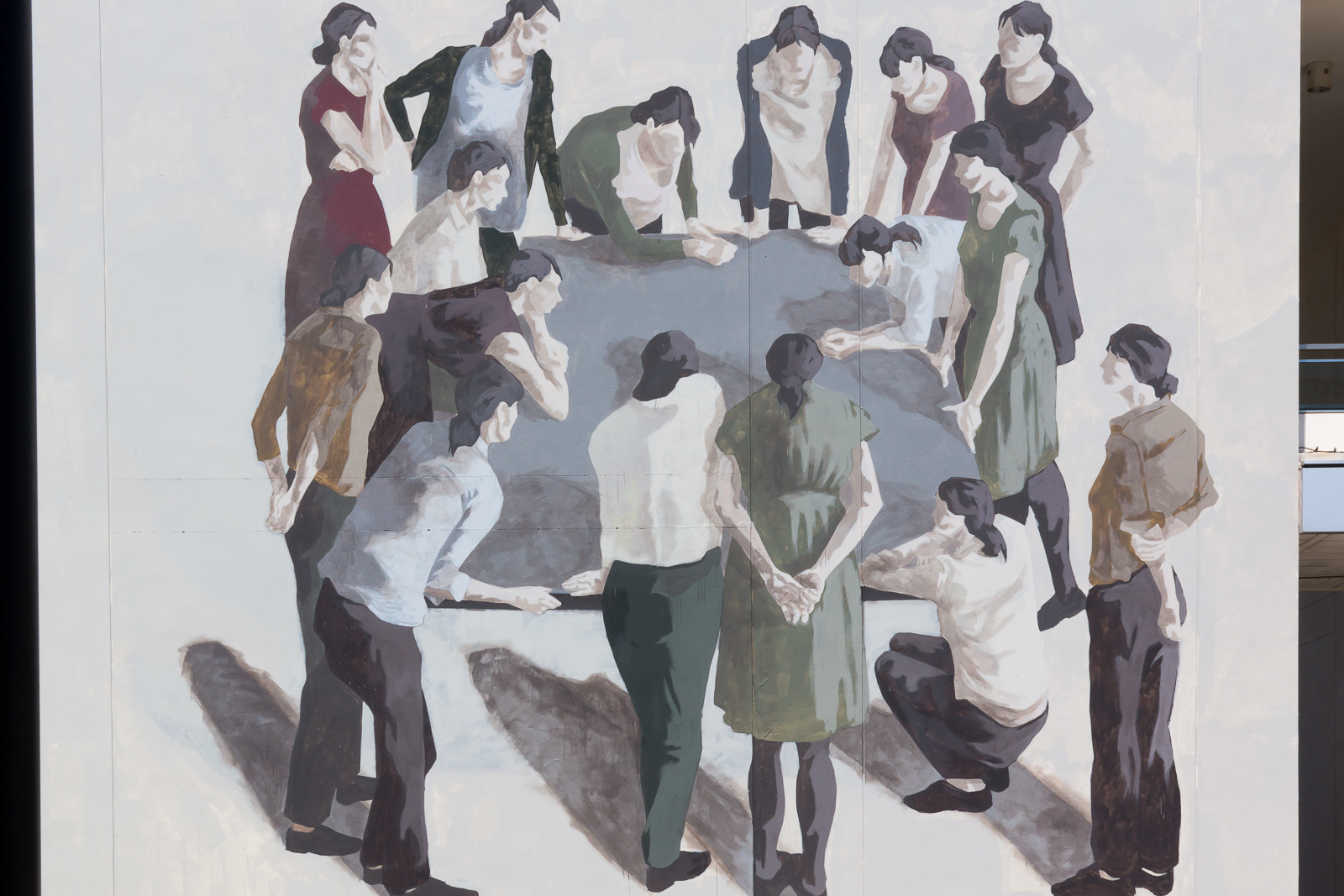
Poliniza (2015)
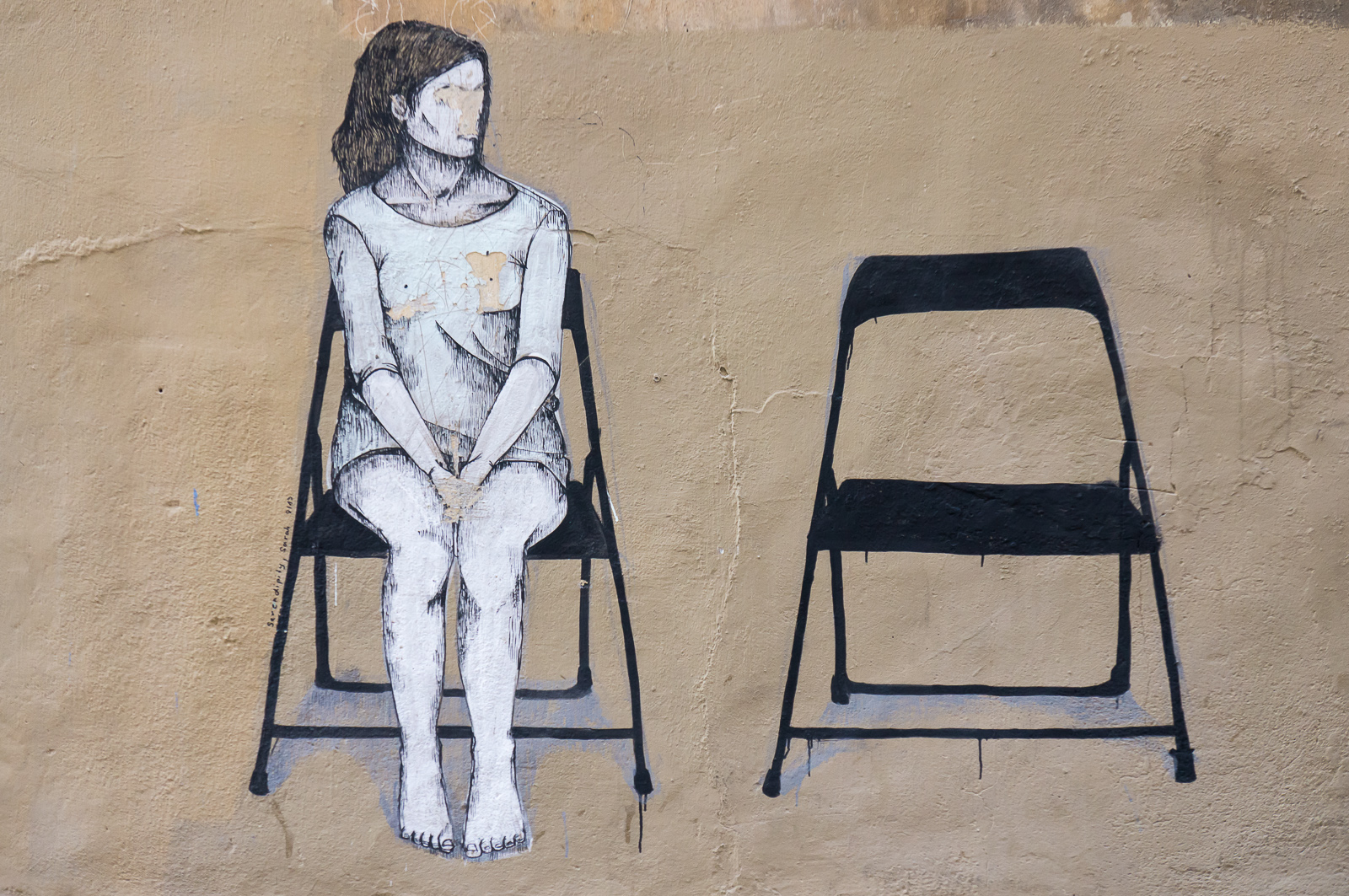
Sensibilidad femenina 13